# Dominique Faure
Pour les articles homonymes, voir Faure.
Dominique Faure, née le 28 août 1959 à Carcassonne (Aude), est une femme politique française.
Membre du Parti radical, elle est élue députée de la 10e circonscription de Haute-Garonne lors des élections législatives de 2022. Elle est nommée secrétaire d’État à la Ruralité le 4 juillet 2022 au sein du gouvernement Élisabeth Borne. En novembre 2022, elle est promue ministre déléguée chargée des Collectivités territoriales, remplaçant Caroline Cayeux. Elle garde également son portefeuille de la Ruralité auprès de Christophe Béchu.

## Biographie

### Famille
Dominique Faure naît Dominique Marie-Anne Réjanne Oustric, le 28 août 1959 à Carcassonne. Elle grandit au Maroc avant de rejoindre la France à 15 ans pour y pratiquer le tennis à haut-niveau au tennis-étude d'Aix-en-Provence. Elle devient championne de France cadettes, puis n° 12 senior française. Elle joue ensuite au Tennis Club de Paris, avec lequel elle est 3 fois championne de France par équipes.
Dominique Faure est mariée à Hubert Faure. Ils ont trois enfants. Avec son époux, elle est co-actionnaire du Domaine de Montjoie, un hôtel quatre étoiles de l'agglomération toulousaine situé à Ramonville-Saint-Agne. Son mari en est le gérant.

### Formation
Elle suit une formation d'ingénieure à l'Institut national des sciences appliquées de Lyon (INSA Lyon, promotion 1982) et un MBA à HEC Paris (promotion 1990).

### Carrière professionnelle
Elle travaille et occupe des fonctions de direction dans de grands groupes (IBM, Motorola, SFR, Veolia), puis dirige un cabinet de conseil en ressources humaines (Altedia). Après avoir suspendu pendant quelques années sa carrière professionnelle pour se consacrer à la politique, elle est consultante de 2017 à 2019 pour groupe Grant Thornton, un groupe d’audit, d’expertise conseil et de conseil financier, puis accompagne à partir de 2019  de grandes entreprises dans leur transformation digitale. Elle accompagne aussi son époux, gérant d’un hôtel-restaurant, dont elle est coactionnaire.

### Parcours politique
Alors qu'elle poursuit sa carrière dans le privé, elle rejoint le Parti radical en 2012 et est investie candidate du centre et de la droite dans la dixième circonscription de la Haute-Garonne pour les élections législatives de 2012. Elle explique avoir été convaincue de s'engager en politique par Françoise de Veyrinas, secrétaire d’État sous Jacques Chirac, Jean-Luc Moudenc, maire de Toulouse et Alain Chatillon, sénateur de Haute-Garonne.
Elle est candidate aux élections municipales de 2014 de Saint-Orens-de-Gameville face au maire communiste sortant et remporte l'élection avec 54,25 % des voix. Elle prend également la vice-présidence de Toulouse Métropole.
Elle est à nouveau candidate pour le Parti radical, membre de l'UDI, aux élections législatives de 2017, où elle obtient 7 % des voix, étant « balayée par une vague macroniste ». Elle rejoint La République en marche fin 2017, tout en continuant d'être membre du Parti radical. Elle est réélue maire en 2020 dès le premier tour avec 54,5 % des voix.
Elle est élue députée Ensemble le 19 juin 2022, dans la dixième circonscription de la Haute-Garonne. L’ex-Premier ministre Jean-Pierre Raffarin est venu la soutenir dans sa troisième campagne législative. À l'Assemblée nationale, elle est membre de la commission des Affaires économiques.
Le 4 juillet 2022, elle est nommée secrétaire d'État à la Ruralité dans le gouvernement Élisabeth Borne. Elle est remplacée par Serge Jop comme maire de Saint-Orens-de-Gameville à partir du 7 juillet 2022. Le 28 novembre, elle devient ministre déléguée chargée des Collectivités territoriales, à la suite de la démission de Caroline Cayeux.
Le 17 février 2024, elle affirme  - au sujet du remaniement gouvernemental qui vient de s'achever - lors de l'émission Sens politique sur France Culture : « Cette période de quatre semaines a été longue. […] J'ai vécu cette période comme une période d'attente. J'ai fait ce parallèle avec des gens à qui on a diagnostiqué un cancer et qui attendent pendant quatre semaines, cinq semaines parfois les résultats des analyses ». Avant de préciser : « Quand j'entendais certains me dire, c'est insupportable, c'est inimaginable, c'est impensable ce que vous inflige le président de la République en vous faisant attendre quatre semaines. Je leur disais, ces mots me paraissent excessifs par rapport à d'autres personnes qui attendent et qui elles sont confrontées à des choses beaucoup plus graves ».
En mars 2024, Libération révèle qu'un membre du cabinet de Dominique Faure est l'ancien président du syndicat étudiant d'extrême droite Renouveau étudiant, Nicolas Evrard. Selon le journal, le cabinet de la ministre connaissait les engagements passés de son conseiller mais n'a pas souhaité faire de commentaire,.
Lors des élections législatives de 2024, elle se présente dans la dixième circonscription de la Haute-Garonne, où elle obtient 28,99 % des suffrages exprimés au premier tour. Elle se qualifie ainsi pour le second tour, derrière Jacques Oberti (NFP - PS) et Caroline Falgas-Colomina (RN). Malgré les consignes de Gabriel Attal, elle commence par annoncer maintenir sa candidature pour le second tour, estimant qu'elle ne peut pas se retirer en faveur du candidat PS, ne voulant pas laisser à ses électeurs le « seul choix de voter RN ou LFI ». Finalement, elle cède aux injonctions d'Emmanuel Macron et Gabriel Attal et se désiste.
En février 2025, elle redevient maire de Saint-Orens-de-Gameville.
En mai, elle annonce se porter candidate à la présidence du Parti radical face à la présidente par intérim Nathalie Delattre, qui est également ministre déléguée chargée du tourisme.

## Synthèse des résultats électoraux

### Élections législatives
| Année | Parti | Parti            | Circonscription         | 1er tour | 1er tour | 1er tour | 2d tour | 2d tour | 2d tour | Issue    |
| Année | Parti | Parti            | Circonscription         | Voix     | %        | Rang     | Voix    | %       | Rang    | Issue    |
| ----- | ----- | ---------------- | ----------------------- | -------- | -------- | -------- | ------- | ------- | ------- | -------- |
| 2012  |       | PRV (UMP)        | 10e de la Haute-Garonne | 18 014   | 24,41    | 2e       | 22 508  | 42,22   | 2e      | Battue   |
| 2017  |       | UDI              | 10e de la Haute-Garonne | 3 959    | 7,11     | 6e       |         |         |         | Éliminée |
| 2022  |       | PRV - LREM (ENS) | 10e de la Haute-Garonne | 17 720   | 30,08    | 2e       | 27 118  | 50,20   | 1er     | Élue     |
| 2024  |       | PRV - RE (ENS)   | 10e de la Haute-Garonne | 22 910   | 28,99    | 3e       | Retrait | Retrait | Retrait | Battue   |

## Distinction
- Chevalière de l'ordre national du Mérite, par décret du 30 janvier 2008[25].